# Възкресение Христово (Бер)
„Възкресение Христово/Господне“ или „Христос Спасител“ (на гръцки: Ανάστασης του Σωτήρος Χριστού του Καλοθέτου) е средновековна православна църква в южномакедонския град Бер (Верия), Егейска Македония, Гърция. Храмът е част от енория „Свети Йоан Милостиви“.

## История
Първоначалният храм е еднокорабна църква с дървен покрив и шестоъгълна апсида. През XVIII век от север, запад и юг е изграден затворен трем, разрушен през XX век.
Според ктиторския надпис храмът започва да се изгражда от Ксенос Псалидас в края на ΧΙΙΙ век и след смъртта му е довършен от жена му Ефросини в началото на XIV век. В 1314 година владението на манастира на Христос Спасител от монаха Игнатий Калотетос е потвърдено с хрисовул от Андроник II Палеолог. В 1315 година храмът е осветен от епископ Нифонт Берски.
Църквата е изографисана в 1314/5 от Георгиос Калиергис. Вътрешно е разделен на три зони. В най-ниската са светци в цял ръст, в средната и по-тясна зона бюстове на евангелистите, пророци и светци и в най-горната зона са сцени от Дванадесетте празници. Специално място в иконографията на храма заема представянето на Разпятието и Възкресението на Христос на две арки, оформени в северната и южната стена. Интересен е и образът на монах Игнатий Калотетос.
Храмът има фрески и от 1326 и 1355 година с изображения на местни първенци като Мария Синадини на западната фасада, както и от 1727 година върху външната повърхност на северната стена на първоначалната църква. Надписи върху последните фрески споменават имена на жители на града.
В 1924 година църквата е обявена за паметник на културата.
- Стенописи в апсидата, 1315 г.
- Разпятие, 1315 г.
- Успение Богородично, 1315 г.
- Възкресение Христово, 1315 г.